# Protium heptaphyllum
Protium heptaphyllum är en tvåhjärtbladig växtart. Protium heptaphyllum ingår i släktet Protium och familjen Burseraceae.

## Underarter
Arten delas in i följande underarter:
- P. h. cordatum
- P. h. heptaphyllum
- P. h. ulei